# 黑河灣戰役 (1916年)
黑河灣戰役發生於1916年10月至11月期間，是馬其頓戰役中的一場戰鬥，法國-塞爾維亞聯軍和保加利亞-德國聯軍在長達2個多月的激烈交戰後，保加利亞撤出比托拉。

## 註腳
1. ↑  Kosta 2007，第95頁.
2. ↑  Strachan 2014，第75頁.
3. ↑  Priscilla Mary Roberts, World War I: A Student Encyclopedia, (ABC-CLIO, 2006), 1622.